# Christian Chamborant
Eugène Christian Chamborant, né à Paris 20e le 4 juin 1892 et mort à Paris 8e le 10 décembre 1948, est un réalisateur français.

## Biographie
Avant de devenir metteur en scène, Christian Chamborant avait débuté à la Paramount en 1929 pour diriger le service des documentaires. Il travailla entre autres pour la société de production de Pierre Caron qui lui fera faire ses premiers pas sur les plateaux de cinéma à partir de 1936.
En 1940, il reprend la direction du Théâtre des Optimistes, créé l'année précédente par Maurice Lehmann rue de Gramont, où il fera de la mise en scène de revues et d'opérettes. Après la guerre, il poursuivra sa carrière de réalisateur avant de mettre fin à ses jours une semaine avant la sortie en salle de son dernier film.

## Cinéma
comme documentariste
- 1933 : Paris, Bois de Boulogne (musique de Maurice Naggiar), Mont-Saint-Michel, Châteaux de la Loire, Champagne et Horizons marins (musique de Maurice Naggiar)[6]
- 1933 : La Renaissance de la chanson française, avec Richard Blumenthal, musique de Maurice Naggiar
- 1933 : La Provence
- 1933 : La Science au service de la Justice
- 1934 : La Cathédrale, documentaire sur Notre-Dame de Paris[7]
- 1934 : Le Palais des papes d'Avignon
- 1936 : A travers Paris, avec Lucien Rigaux, musique de Louis Beydts (Grand prix du disque 1937 pour la musique du film)

comme monteur
- 1935 : Fontainebleau, documentaire de Lucien Rigaux et Marcel Idzkowski, musique de Louis Beydts
- 1936 : Notre vieux Paris, documentaire de Lucien Rigaux et Marcel Idzkowski, musique de Louis Beydts
- 1936 : Les Demi-vierges, de Pierre Caron
- 1936 : Marinella, de Pierre Caron
- 1937 : Le Club des aristocrates, de Pierre Colombier
- 1938 : Balthazar, de Pierre Colombier

comme directeur de production
- 1938 : Le Dompteur de Pierre Colombier
- 1946 : Fils de France, de Pierre Blondy

comme assistant-réalisateur
- 1938 : Mon curé chez les riches, de Jean Boyer
- 1938 : Noix de coco, de Jean Boyer
- 1939 : Circonstances atténuantes, de Jean Boyer
- 1939 : Ils étaient neuf célibataires, de Sacha Guitry
- 1939 : Sérénade, de Jean Boyer
- 1940 : Miquette, de Jean Boyer[8],[9]

comme réalisateur
- 1937 : Police mondaine, avec Michel Bernheim[10]
- 1939 : Quartier Latin, co-réalisé avec Pierre Colombier et Alexandre Esway, avec Blanchette Brunoy et Junie Astor
- 1942 : Patrouille blanche
- 1942 : Signé illisible
- 1947 : Rouletabille joue et gagne
- 1948 : Rouletabille contre la dame de pique